# Sant’Anna di Stazzema
Sant’Anna di Stazzema ist ein Dorf (Fraktion, italienisch frazione) in der Toskana (Italien) in der Gemeinde Stazzema (Provinz Lucca). International wurde es durch ein von Truppen der Waffen-SS an der Zivilbevölkerung verübtes Massaker am 12. August 1944 bekannt. Auch dessen mangelhafte juristische Aufarbeitung in Italien und Deutschland wird als Skandal wahrgenommen. Es gab vermutlich etwa 560 Tote, darunter ca. 130 Kinder.

## Geographie
Sant’Anna liegt zwischen 600 und 650 Höhenmetern am Südrand der Apuanischen Alpen. Der Ort liegt 5 km südlich vom Hauptort und 24 km nordwestlich der Regionalhauptstadt Lucca. Das Dorf mit etwa 30 Einwohnern (Stand: 2006) ist nur von Süden her über eine Straße von Camaiore aus erreichbar, die sich als Panoramastraße über die Hügel der Versilia windet. Von den Nachbarorten Farnocchia (östlich), Capezzano (westlich) und Valdicastello (südwestlich) ist Sant’Anna über Saumpfade zu erreichen. Das Dorf ist ein „offenes Dorf“ ohne einen richtigen Ortskern. Um die kleine St.-Anna-Kirche aus dem 16. Jahrhundert gruppieren sich 17 über die Hügel verstreute Häuser, von denen jedes einen eigenen Namen hat. Umrahmt ist Sant’Anna von den Bergen Gabberi, Lieto, Rocca und Ornato.

## Geschichte
Sant’Anna hat seinen Ursprung als Hirtensiedlung im 16. Jahrhundert, als die umliegenden Hügel als Weideland von Farnocchia genutzt wurden. Über lange Zeit war die Landwirtschaft mit den Produkten Milch, Käse, Schweinemast, Kastanienmehl sowie Brennholzgewinnung und Holzkohleerzeugung die Haupterwerbsquelle. Ein weiteres wirtschaftliches Standbein bot der seit der Etruskerzeit und mit Unterbrechungen bis Ende der 1980er-Jahre in der Region betriebene Bergbau. Abgebaut wurden Pyrit, Kupferpyrit, Bleiglanz, Limonit, Magnetit, Hämatit sowie Baryt und Eisenerz. Zudem wurde in Kalköfen Kalk gebrannt.
Um 1750 zählte das Dorf 174 Einwohner in 30 Familien, 1784 dann 192 Einwohner. Das Steueraufkommen von Sant’Anna betrug 1784 gerade mal 150 Lire. In den 1930er-Jahren lebten an die 400 Menschen im Dorf. Auf Initiative des Carabinieri-Unteroffiziers Severino Bottari wurde eine Schule gebaut, die den bis dahin üblichen Heimunterricht ablöste. In der Schule wurden erstmals auch Mädchen unterrichtet, ihnen war zuvor die Schulbildung verwehrt worden. Das Schulhaus diente auch als Wohnung für den Lehrer, als Versammlungssaal für das Dorf und als Sanitätsstation.

## Massaker

### Politische Ausgangslage
Nachdem die Alliierten im Sommer 1944 die deutschen Streitkräfte an den Arno zurückgedrängt hatten und auf die dahinter liegende Gotenstellung drückten, befahlen die Deutschen der Bevölkerung von Sant’Anna di Stazzema, das bergige Gebiet zu räumen. Diesen Befehl befolgte die Bevölkerung nicht. Zum Widerstand rief auch die Resistenza auf, die sich durch das Zurückweichen der deutschen Truppen gestärkt sah.
In Sant’Anna di Stazzema mit seinen weit verstreuten Weilern und Bauernhöfen lebten in Friedenszeiten etwa 300 Personen. Im Verlauf des Krieges waren in die Berge zahlreiche Flüchtlinge vor den alliierten Bombenangriffen aus den nahen Küstengebieten geflohen. Ferner hielten sich dort auch Partisanen auf. Ein Teil der Bevölkerung sympathisierte mit ihnen und ein anderer Teil mit den italienischen Faschisten. Selbst die politisch unterschiedlich orientierten Partisanengruppierungen waren untereinander zerstritten. Erschwerend kam zu dieser Lage hinzu, dass sich auch geflohene Sträflinge aus dem Gefängnis von Massa sowie deutsche Deserteure bei den Partisanen um Sant’Anna di Stazzema aufhielten.
Anfang August 1944 informierte ein bei den Partisanen sich als Deserteur ausgegebener Spitzel die Deutschen über die Lage in und um Sant’Anna. Darauf entschied man sich zu einem „Bandeneinsatz“ im Gebiet des südöstlich von Sant’Anna gelegenen Monte Gabberi und im Dorf Farnocchia. In dieser Operation fand man Farnocchia am 8. August 1944 verlassen vor. Der Ort wurde in Brand gesetzt. Am Monte Gabberi kam es zu Gefechten mit Partisanen, dabei fielen einige Partisanen und fünf Soldaten wurden verwundet. Daraufhin wurde ein erneuter und umfangreicherer Gegenschlag am 12. August 1944 vorbereitet.

### Beteiligtes Militär
Ein Großteil der deutschen Kriegsverbrechen in Italien im Jahr 1944 wurde von Einheiten der 16. SS-Panzergrenadier-Division „Reichsführer SS“ verübt, beispielsweise an den Massakern von Fivizzano, Marzabotto und Bergiola Foscalina. Der Historiker Carlo Gentile geht davon aus, dass die Anhäufung von Kriegsverbrechen dieser Division in ihrer besonderen Brutalität auf eine ideologische Fanatisierung und rassistische Einstellung gegenüber der Bevölkerung zurückzuführen ist, weil sich auf der Kaderebene Personen durchgesetzt hatten, die bereits vorher besonders brutalisierende Erfahrungen im Vernichtungskrieg gemacht und nicht nur einen flüchtigen Eindruck darin gewonnen hatten. Diesem Führungskader waren junge, wenig ausgebildete, unerfahrene und leicht zu beeinflussende Rekruten unterstellt, deren Lebenserfahrungen, Überzeugungen und Prägungen jederzeit in todbringende Aktionen umschlagen konnten.
Beteiligt war mit Sicherheit das II. Bataillon des SS-Panzergrenadier-Regiments 35, geführt von SS-Hauptsturmführer Anton Galler. Dieses Regiment war am 5. August 1944 – wegen schwerer Verluste – aus der Front herausgelöst und wenige Kilometer von Stazzema stationiert worden. Die Kampfstärke betrug nur noch etwa 300 Mann und die Führungsebene war ausgedünnt. Die Beteiligung der 5., 6., 7. und 8. Kompanie des Regiments 35 ist nachgewiesen.
Beteiligt könnten auch weitere Angehörige der 16. SS-Panzergrandier-Division gewesen sein, die im Raum Valdicastello Reparaturwerkstätten betrieben. Gleiches gilt auch für das SS-Feldersatz-Bataillon 16 der 16. SS-Panzergrenadier-Division, das im Raum Ripafratta, Valleccchia und Seravezza im Norden von Stazzema disloziert war.
Angenommen wird, dass auch einige Kampfgruppen der Wehrmacht das Kampfgebiet absichern halfen, möglicherweise das Lehr-Bataillon der Gebirgsschule Mittenwald, ein Teil des Hochgebirgsjäger-Bataillon 3, das im Vezza-Tal lag.
Es soll ferner eine Besprechung eines Gebirgsjäger-Leutnants mit dem SS-Obersturmbannführer Helmut Looß gegeben haben, den der Waffen-SS-General Max Simon als Divisionskommandeur der 16. SS-Panzergrandadier-Division mit der Partisanenbekämpfung im rückwärtigen Raum der Gotenstellung beauftragt hatte.

### Durchführung
Am Morgen des 12. August 1944 erreichten Kampftruppen Sant’Anna di Stazzema, die aus vier Richtungen den Ort einschlossen. Das II. Bataillon des SS-Panzergrenadier-Regiments 35 unter Führung von Galler bildete die Haupttruppe und kam aus der Richtung von Pietrasanta um 5:00 morgens in Sant’Anna an. Auf dem Weg dorthin zwangen sie die Einwohner der beiden Weiler Morconi und Argentiera, ihnen zu folgen.
Als die Kampfeinheiten ihre Ausgangspositionen erreicht hatten, schossen sie rote Leuchtraketen ab. Viele jüngere Männer flüchteten aus Sant’Anna, weil sie annahmen, dass dies das Zeichen für eine erzwungene Arbeiterrekrutierung war. Anschließend feuerten die Soldaten auf Fenster und Türen der Häuser von Vaccarceccia und trieben etwa 100 Menschen in Stallgebäude und hielten sie dort fest, darunter waren auch die Bewohner von Morconi und Argentiera. In diese Gebäude wurden Handgranaten geworfen und mit Handfeuerwaffen die darin befindlichen Zivilisten erschossen. Anschließend zündete die Waffen-SS die Leichen an. Gleiches geschah in Franchi und Colle.
In der Siedlung Coletti wurden weitere Menschen in den Häusern erschossen. 19 Menschen sollen nach Valdicastello gebracht werden. Auf dem Weg wurden sie in eine Mulde im Gelände gestellt und erschossen.
In Coletti trieben SS-Männer auf einem Bauernhof 22 Menschen zusammen und erschossen sie. Es waren ausschließlich Frauen und Kinder. Die Häuser von Coletti wurden in Brand gesetzt und die Leichen verbrannt.
Auf dem Platz vor der Dorfkirche von Sant’Anna fand die größte Erschießung von 120 bis 140 Menschen statt. Auf diesem Platz trieb die Waffen-SS die Einwohner von Sant’Anna, Pero und Vinci zusammen, baute zwei Maschinengewehre auf und schoss auf die Menschenmenge. Die Leichen wurden anschließend mit Benzin übergossen und angezündet. Um den Verbrennungsprozess zu beschleunigen, wurden Möbel und Holz aus den Häusern auf das Feuer geworfen.
Noch am Vormittag verließen die Truppen den Ort, den sie auch geplündert hatten. Gegen 13:00 Uhr erreichten sie Valdicastello. 14 Personen, die auf diesem Weg für sie Gegenstände tragen mussten, wurden dort erschossen. Im Anschluss daran wurden die 260 Personen, die bis dorthin gebracht worden waren, in zwei Gruppen aufgeteilt. 200 brachte man nach Lucca, die anschließend zum Arbeitseinsatz nach Deutschland transportiert wurden. 60 Männer brachte man ins Divisions-Sammellager nach Nozzano, wo sie vernommen werden sollten. Dort wurden sie drangsaliert und gefoltert. Die 60 Zivilisten hatte ein deutscher Deserteur der Wehrmacht als Helfer der SS-Männer aussortiert. Er hatte sich mit den Partisanen in den Bergen aufgehalten und war von der Waffen-SS verhaftet worden. Von den 60 Männern wurden 53 im späteren Verlauf des Massakers von Bardine di San Terenzo in einer sogenannten Vergeltungsmaßnahme für Partisanenangriffe erschossen.
Das Verhalten des deutschen Militärs im Verlauf des dreistündigen Massakers war in einigen Fällen derart widersprüchlich, dass es kaum erklärbar ist. Es scheint so zu sein, dass die östlich gelegenen Weiler und Bauernhöfe von den Massakern ausgenommen waren. In Merli befahlen die Soldaten gefangenen Zivilisten zum Sammelplatz nach Valdicastello zu gehen, der für die Zivilisten vorgesehen war. Ein Soldat eskortierte sie und erschoss sie nicht, sondern über ihre Köpfe hinweg. In Colle befahlen Soldaten Zivilisten den Weg zum Sammelplatz einzuschlagen, als sie jedoch an einer anderen Kompanie vorbeimarschierten, wurden sie von dieser erschossen.

### Opferzahl
Die exakte Opferzahl ist nicht mehr zu ermitteln; sie ist auf 400 bis 560 geschätzt worden. Die meisten Leichen waren stark verbrannt, ihre Identifizierung war schwierig. Ein Teil der Leichen wurde aus einsturzgefährdeten Häusern geborgen. Die meisten wurden in Massengräbern bestattet und nur wenige in Einzelgräbern; einige Leichen blieben unbestattet. Die Überlebenden mussten sich zuerst um ihre eigenen noch lebenden Angehörigen kümmern. Man nimmt heute an, dass nachweislich 389 identifizierte Menschen massakriert wurden.

## Nachkriegszeit und juristische Aufarbeitung
Sant’Anna di Stazzema wurde nach den Ereignissen vom August 1944 zum Teil wieder aufgebaut. Eine erste Untersuchungskommission zu den Vorfällen wurde bereits im Herbst 1944 von der US-Army eingesetzt, nachdem US-Truppen im September 1944 nach der Befreiung des Ortes zahlreiche menschliche Knochenreste gefunden und erste Zeugen vernommen hatten. Die von der 5. US-Armee eingesetzte Kommission konnte anhand der Aussagen von deutschen Kriegsgefangenen die für das Massaker verantwortlichen Einheiten identifizieren; die meisten gehörten dem II. Bataillon des SS-Panzergrenadier-Regiments 35 an. Einzelne identifizierte SS-Offiziere und -Unteroffiziere, die diese Einheiten angeführt hatten, wurden später in Italien unter Anklage gestellt.
1945 führten die Westalliierten weitere Untersuchungen in dem Fall durch; 1946 nahm sich die italienische Generalmilitärstaatsanwaltschaft des Falls an. Die Untersuchungen über die Verantwortlichen des Massakers dauerten bis in die 1950er Jahre an. Im Zeichen der Debatte um die deutsche Wiederbewaffnung und den NATO-Beitritt der Bundesrepublik wurden die Untersuchungen abrupt eingestellt, um nicht Wasser auf die Mühlen der Kritiker der Wiederbewaffnung zu gießen, wie der italienische Außenminister Gaetano Martino im Oktober 1956 öffentlich äußerte. Gut drei Jahre später wurden im Januar 1960 die Akten bezüglich des Massakers von Sant’Anna di Stazzema und anderer deutscher Kriegsverbrechen mit dem Vermerk „provisorisch“ versehen und archiviert.
Die Akten über das Massaker lagerten bis 1994 in einem versiegelten, mit der Tür zur Wand gestellten Schrank im Palazzo Cesi, dem Sitz der Militärstaatsanwaltschaft in Rom, später „Schrank der Schande“ genannt. So blieben die Täter fast 60 Jahre unbehelligt. Erst Ende 1995 wurden die Akten aus dem Schrank der Schande der Staatsanwaltschaft in La Spezia übermittelt und 2002 wurde ein Verfahren eröffnet. Im April 2004 wurden auf Grundlage dieser zurückgehaltenen Akten zehn Beteiligte vor dem Militärgericht von La Spezia (Italien) angeklagt. Dies war aber nicht der erste Prozess, der in der Sache geführt wurde: Bereits 1947 wurde SS-General Max Simon vor einem britischen Militärgericht wegen des Massakers von Sant’Anna di Stazzema, das einen von insgesamt sechs Anklagepunkte bildete, angeklagt und für schuldig befunden. Auch im Prozess gegen Walter Reder 1951 waren die Vorgänge in Sant’Anna di Stazzema Teil der Anklage, wobei Reder im Gegensatz zu anderen Anklagepunkten in der Sache für nicht schuldig befunden wurde.

### Ermittlungen der italienischen Staatsanwaltschaft und Verurteilungen
Im April 2004 eröffnete das Militärgericht von La Spezia (Tribunale Militare di La Spezia) einen Prozess gegen mehrere noch in Deutschland lebende Täter, am 22. Juni 2005 wurden zehn frühere SS-Angehörige zu lebenslanger Haft verurteilt. Das Urteil wurde 2006 vom Appellationsmilitärgerichtshof in Rom in zweiter Instanz und 2007 vom Obersten Kassationsgerichtshof in dritter und letzter Instanz bestätigt.
Die nachgenannten Offiziere der Waffen-SS wurden nach italienischem Recht zu lebenslanger Haft verurteilt:
- Werner Bruß (1920 – vor 2015), SS-Unterscharführer in der 7. Kompanie des II. Bataillons/SS-Panzergrenadier-Regiment 35[23][24]
- Alfred Mathias Concina (1919–2012), SS-Unterscharführer in der 7. Kompanie des II. Bataillons/SS-Panzergrenadier-Regiment 35
- Ludwig Göring, (1923–2011), SS-Rottenführer in der 6. Kompanie des II. Bataillons/SS-Panzergrenadier-Regiment 35[23]
- Karl Gropler (1923–2013), SS-Unterscharführer in der 8. Kompanie des II. Bataillons/SS-Panzergrenadier-Regiment 35[25]
- Georg Rauch (1921–2008), SS-Untersturmführer und Adjutant des Kompaniechefs Anton Galler des II. Bataillons/SS-Panzergrenadier-Regiment 35
- Horst Richter (1921–vor 2015), SS-Unterscharführer in der 5. Kompanie des II. Bataillons/SS-Panzergrenadier-Regiment 35
- Heinrich Schendel (1922–2012), SS-Unterscharführer in der 6. Kompanie des II. Bataillons/SS-Panzergrenadier-Regiment 35[23]
- Alfred Schöneberg (1921–2006), SS-Unterscharführer in der 7. Kompanie des II. Bataillons/SS-Panzergrenadier-Regiment 35[21]
- Gerhard Sommer (1921–2019), SS-Untersturmführer, Kompaniechef in der 7. Kompanie des II. Bataillons/SS-Panzergrenadier-Regiment 35
- Ludwig Heinrich Sonntag (1924–vor 2007), SS-Unterscharführer in der 6. Kompanie des II. Bataillons/SS-Panzergrenadier-Regiment 35[21]

Deutschland lieferte die verurteilten Kriegsverbrecher nicht aus und vollstreckte die Urteile auch nicht selbst, so dass keiner der Verurteilten bestraft wurde oder gar ins Gefängnis musste.

### Ermittlungen der Staatsanwaltschaften Stuttgart und Hamburg
Die Staatsanwaltschaft Stuttgart ermittelte seit 2002 gegen neun der später in Italien Verurteilten. Fünf weitere Personen, die nicht in dem Prozess in La Spezia angeklagt waren, blieben von Ermittlungen ausgenommen. Am 1. Oktober 2012 stellte die Staatsanwaltschaft Stuttgart die Ermittlungen nach § 170 Abs. 2 StPO mit der Begründung ein, den Beschuldigten habe weder Mord noch Beihilfe zum Mord nachgewiesen werden können.
Die Stuttgarter Staatsanwaltschaft sah anders als die italienischen Richter keine ausreichende Sicherheit, dass das Massaker „eine von vornherein geplante und befohlene Vernichtungsaktion gegen die Zivilbevölkerung“ gewesen sei.
Am 5. August 2014 hob das Oberlandesgericht Karlsruhe den Einstellungsbeschluss der Staatsanwaltschaft Stuttgart im Fall Gerhard Sommer aus Hamburg auf (AZ: 3 Ws 285/13). Sommer ist nach Auffassung der Richter „hinreichend verdächtig“, an dem Massaker „in strafrechtlich verantwortlicher Weise“ beteiligt gewesen zu sein. Es verwies den Fall an die Staatsanwaltschaft Hamburg. Diese stellte das Ermittlungsverfahren im Mai 2015 ein, da der Beschuldigte zwar „mit hoher Wahrscheinlichkeit wegen grausamen und aus niedrigen Beweggründen begangenen Mordes in 342 Fällen anzuklagen wäre“, er allerdings wegen einer tiefgreifenden Demenzerkrankung dauerhaft verhandlungsunfähig ist. Die Opferanwältin teilte mit, sie werde kein Klageerzwingungsverfahren einleiten. Damit bleibt das NS-Massaker ungesühnt.

## Gedenken und Nachwirken
Enio Mancini, der das Massaker als Junge überlebte, hat an der Stelle des ehemaligen Dorfes eine Gedenkstätte und ein Museum (eröffnet 1991) aufgebaut, in dem unter anderem Fotos und persönliche Habe zu besichtigen sind. Am 60. Jahrestag des Massakers besuchte mit dem damaligen deutschen Innenminister Otto Schily (Kabinett Schröder II) erstmals ein deutscher Politiker eine Gedenkfeier im Ort. Am 24. März 2013 besuchten der deutsche Bundespräsident Joachim Gauck und der italienische Staatspräsident Giorgio Napolitano den Ort und gedachten der Opfer. Gauck sagte, dass es das Empfinden für Gerechtigkeit verletze, wenn Täter nicht überführt und bestraft werden könnten, weil die Instrumente des Rechtsstaates dies nicht zuließen. 2013 bekamen zwei Überlebende des Massakers, Enio Mancini und Enrico Pieri, den Stuttgarter Friedenspreis für ihr Engagement zur Aufarbeitung und Völkerverständigung. Eine Delegation aus Überlebenden und Angehörigen wurde auch von Ministerpräsident Winfried Kretschmann empfangen.
Im Jahre 2002 gründete das Essener Musiker-Ehepaar Maren und Horst Westermann eine Initiative zur Wiederherstellung der Orgel in der kleinen, von deutschen Truppen zerstörten Kirche von Sant’Anna. Sie sammelten mit Hilfe von Benefizkonzerten Spenden, und am 29. Juli 2007 konnte die Orgel feierlich wieder in Betrieb genommen werden. Die Initiative stand unter der Schirmherrschaft der Staatspräsidenten Deutschlands (Johannes Rau) und Italiens (Carlo Azeglio Ciampi) und fand auch die Unterstützung der toskanischen Landesregierung, der Provinz Lucca und der Gemeinde Stazzema sowie anderer toskanischer Institutionen. Seit 2007 führt die Deutsch-Italienische Gesellschaft Freunde der Friedensorgel Sant’Anna di Stazzema jeden Sommer eine Konzertreihe durch, ab 2011 ergänzt durch Vortragsveranstaltungen und eine Ausstellung.
2008 initiierte die Landesjugend des Landschaftsverbandes Rheinland eine Zusammenarbeit mit der Gemeinde Stazzema für Internationale Jugendbegegnungen. In ihnen wirken junge Menschen daran mit, den Nationalpark zu pflegen. Träger dieses Kooperationsprojekts mit der Gemeindeverwaltung, ist der Service Civil International Moers (SCI), der die Internationalen Jugendbegegnungen mit Teilnehmerinnen und Teilnehmern seiner Jugendwerkstatt (im Übergang von der Schule in den Beruf) durchführt. Lokaler Partner ist die Kunstschule „Stagio Stagi“ in Pietrasanta, deren Schülerinnen und Schüler vor Ort mitwirken und an Gegenbesuchen in Moers teilnehmen. Aus dieser Praxis entstand das durch das Landesjugendamt Rheinland koordinierte Programm „Jugend gestaltet Zukunft - Internationale Jugendbegegnungen an Orten der Erinnerung in Europa“, mit dem Jugendbegegnungen an Erinnerungsorten finanziell gefördert werden.
2012 legte die deutsch-italienische Historikerkommission einen umfangreichen Bericht über deutsche Kriegsverbrechen in Italien vor, den sie im Laufe von etwa drei Jahren erarbeitet hatte.
2018 rief der Bürgermeister von Stazzema mit der „Charta von Stazzema“ das virtuelle Bürgerregister „Anagrafe Nazionale Antifascista“ aus Sorge um die zunehmenden autoritären Tendenzen ins Leben.
Ebenfalls 2018 übertrug Enrico Pieri, als Kind einer der wenigen Überlebenden, sein Haus in Sant'Anna an die Gemeinde und den „Parco Nazionale de la Pace“. Mit Unterstützung der deutschen Regierung soll darin eine Jugendbegegnungsstätte entstehen.
Seit 2017 findet jährlich um den 12. August herum ein Friedenscamp der Naturfreunde Jugend (BW) in St. Anna statt, das aus 17- bis 27-jährigen Teilnehmern zusammengestellt wird, die sich unter anderem künstlerisch mit der Geschichte des Dorfes beschäftigen.
2019 schließen Sant'Anna di Stazzema und Moers am Jahrestag des Kriegsverbrechens eine Städtepartnerschaft.

## Darstellung in Filmen
Das Massaker bildet den historischen Hintergrund zum ARD/ORF-Fernsehfilm Bergfried aus dem Jahr 2016.
Die Geschichte der juristischen Aufarbeitung erzählt der Film „Der Fall Collini“ nach dem Buch von Ferdinand von Schirach.
Der Film Buffalo Soldiers ’44 – Das Wunder von St. Anna von Spike Lee (2008) spielt in Sant'Anna um die Zeit des Massakers.

## Bilder

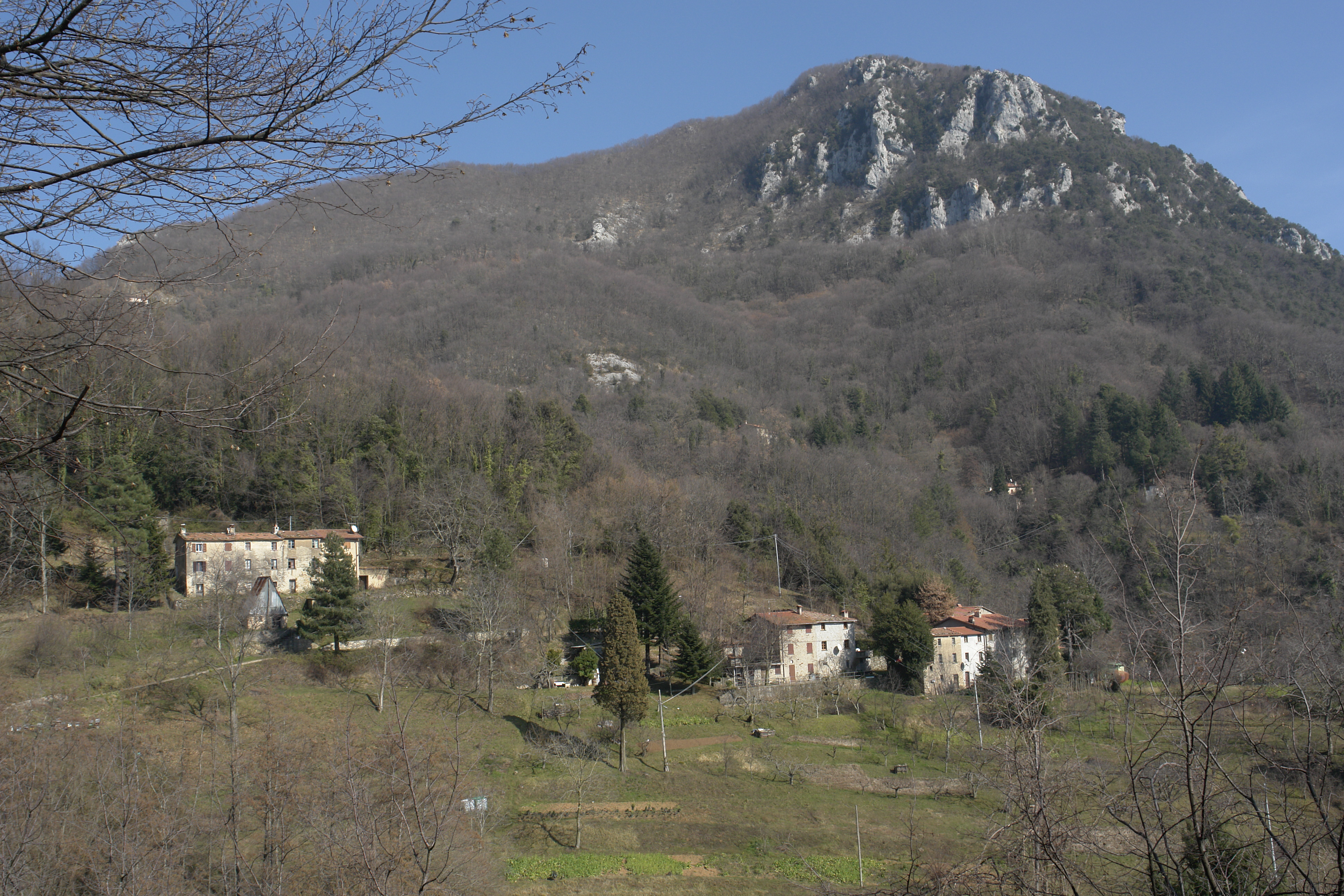
Häuser des Ortes
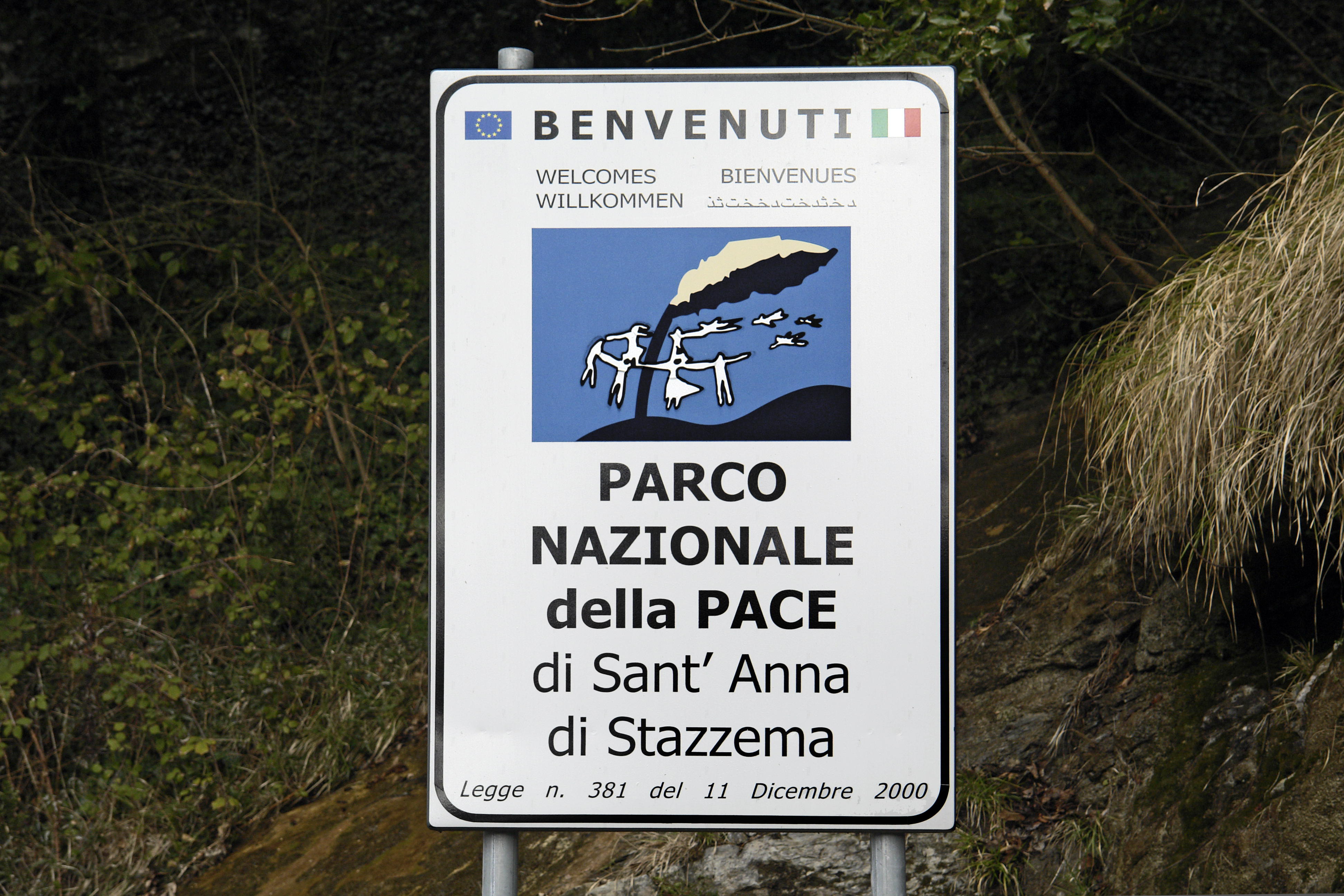
Hinweisschild der Verwaltung des Friedensparks
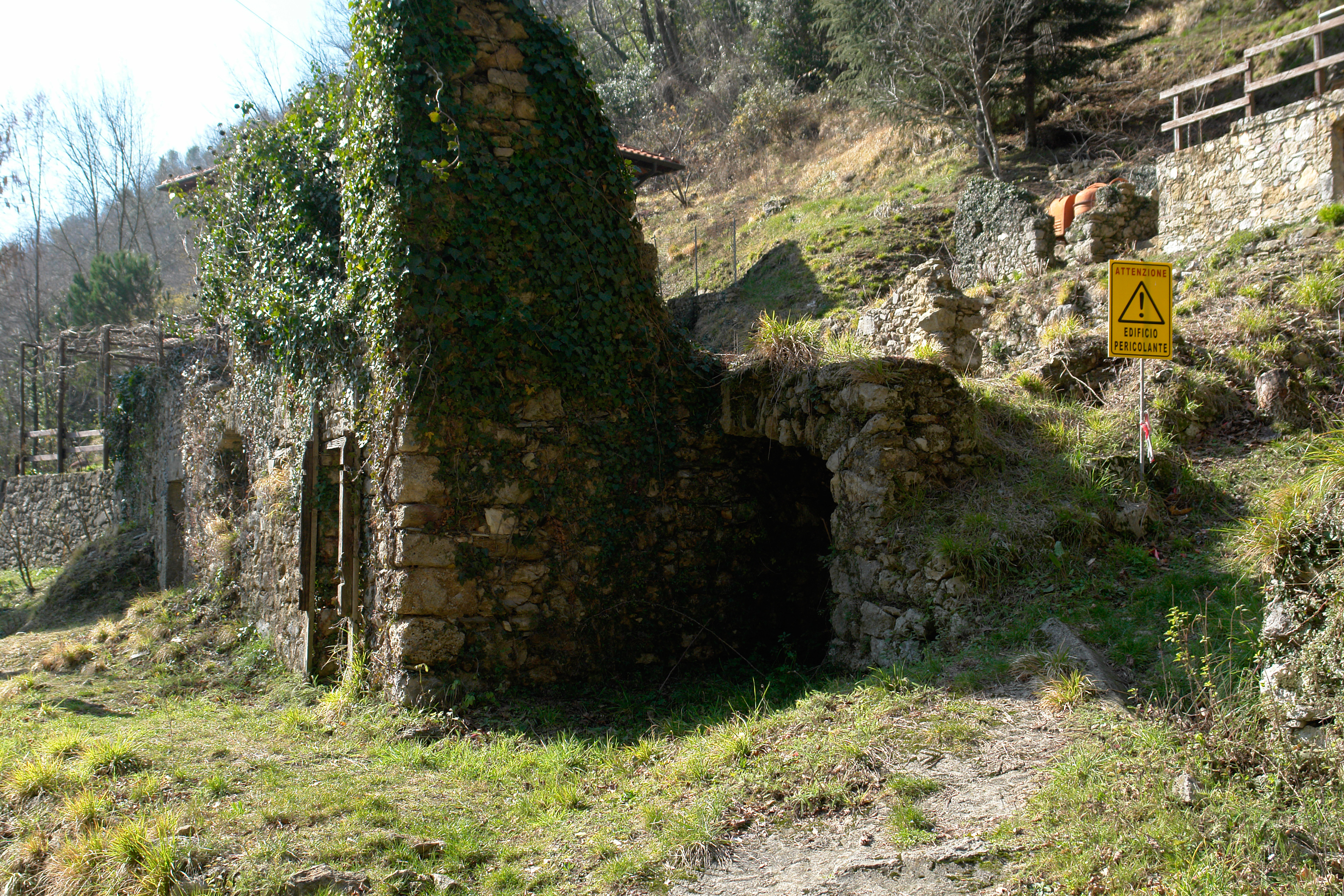
Die letzte erhaltene Ruine
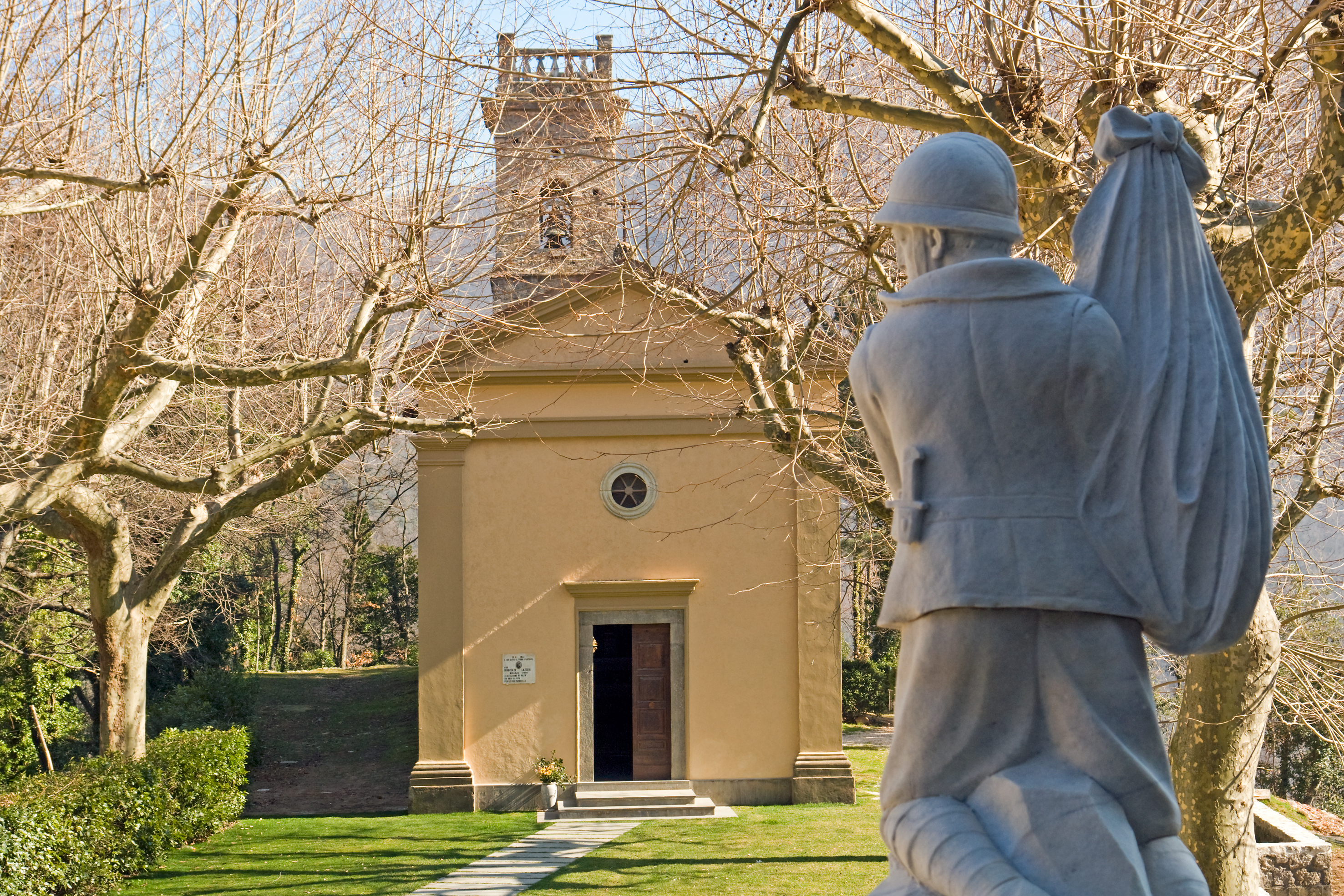
Kirche von Sant’Anna mit Kriegerdenkmal des Ersten Weltkrieges
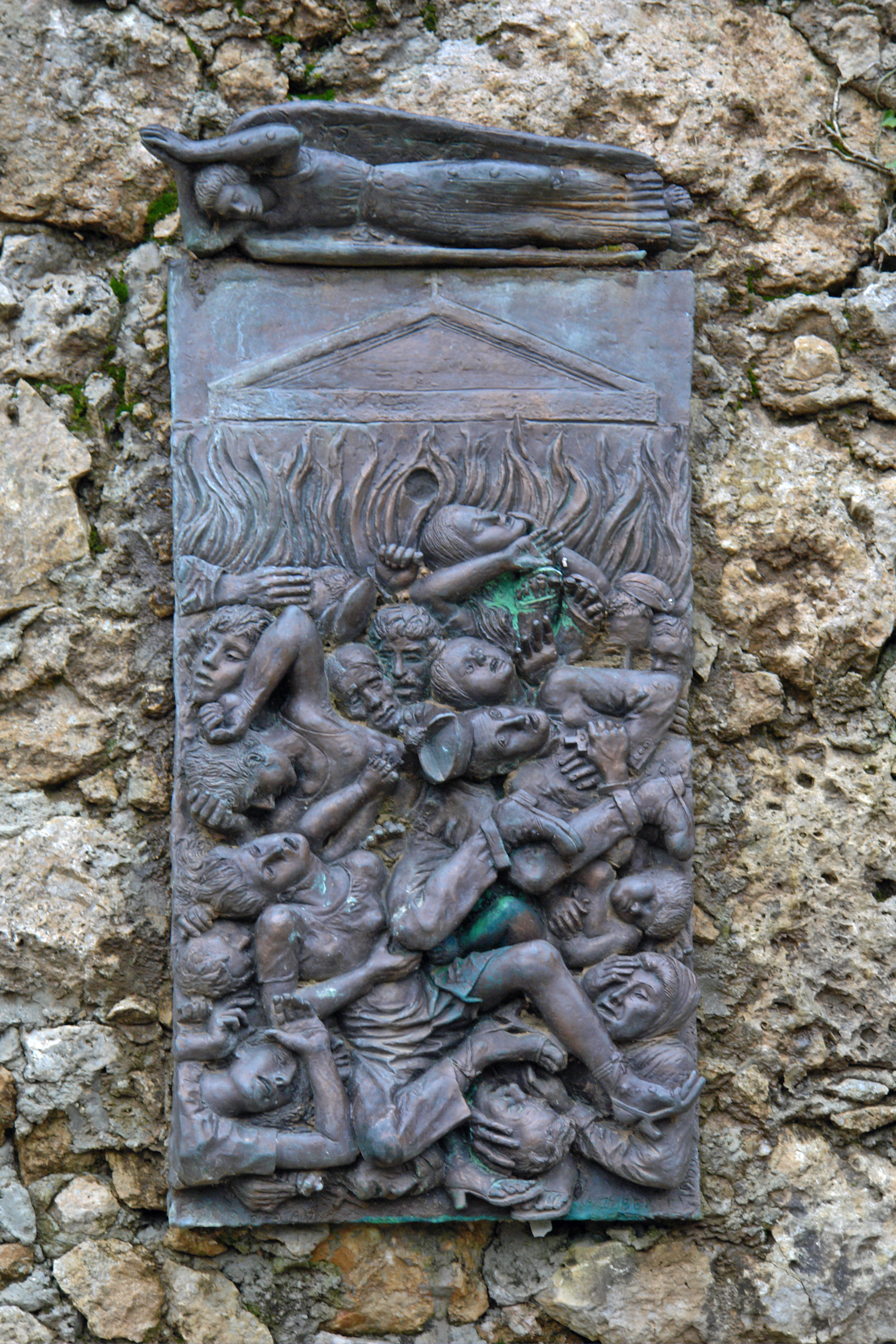
Tafel auf dem Kreuzweg zum Mahnmal
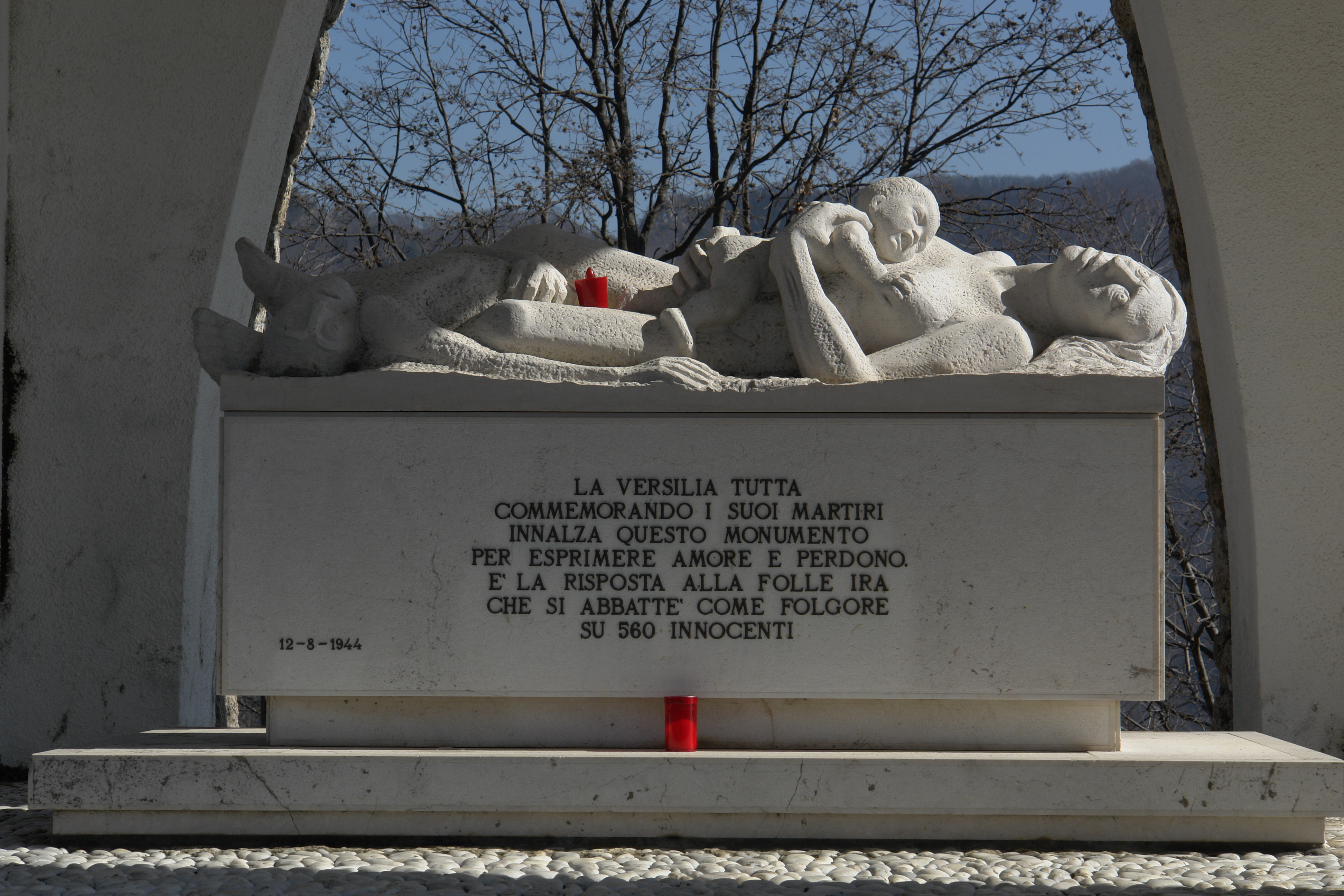
Skulptur „Mutter und Kind“ im Mahnmal
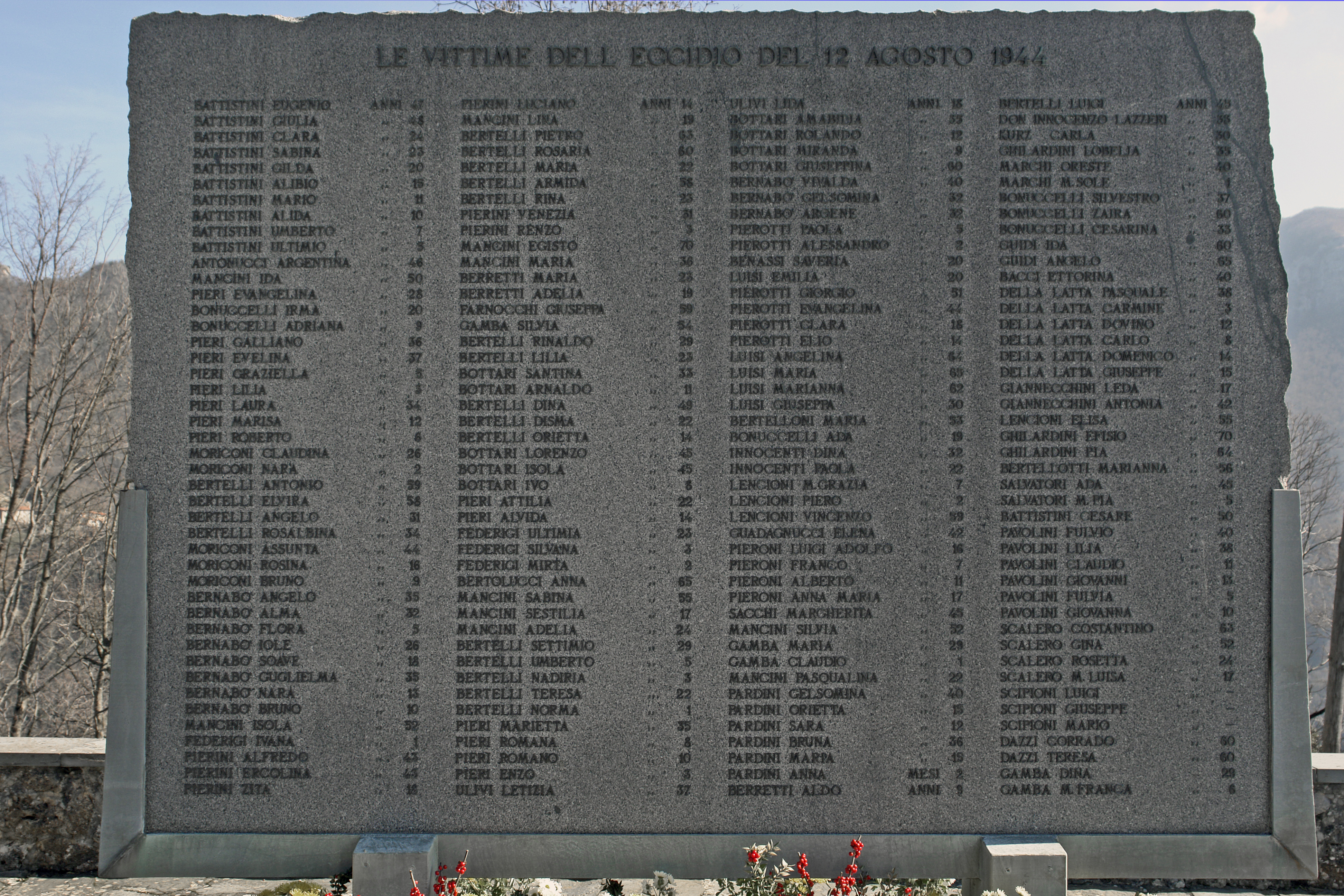
Mahnmal, Opfertafel

## Bekannte Personen
- Christiane Kohl (* 1954), Ehrenbürgerin seit 2002[47]